# Caucasopisthes
Caucasopisthes procurvus es una especie de araña araneomorfa de la familia Linyphiidae. Es el único miembro del género monotípico Caucasopisthes.

## Distribución
Se encuentra en Georgia y Rusia en el norte del Cáucaso. 